# Jorge Arroyo (futbolista)
Jorge Arroyo es un futbolista mexicano retirado, que jugaba en la posición de mediocampista. Jugó para el Club Deportivo Oro de 1949 a 1955, para el Club Deportivo Guadalajara de 1955 a 1956 y para el Club Deportivo Nacional en la Segunda División.
Surge de las fuerzas básicas del Club Deportivo Occidente y debuta profesionalmente con el Club Deportivo Oro el 18 de diciembre de 1949 en un partido contra el Moctezuma de Orizaba, donde logró anotar dos goles. El resultado final fue favorable al Oro por 4 goles a 3.
Al retirarse como jugador, decide convertirse en entrenador. Dirigió a equipos como el Club Deportivo Oro en 1968 y la Selección Jalisco que participó en el 37 Torneo Nacional de Fútbol de Aficionados, organizado en 1970.

## Clubes
| Club        | País   | Año         |
| ----------- | ------ | ----------- |
| Oro         | México | 1949 - 1955 |
| Guadalajara | México | 1955 - 1956 |
| Nacional    | México | 1956 - 1957 |